# Lago Günzer
El lago Günzer (en alemán: Günzersee) es un lago situado en el distrito de Pomerania Occidental-Rügen —junto a la costa del mar Báltico—, en el estado de Mecklemburgo-Pomerania Occidental (Alemania), a una altitud de 0.3 metros; tiene un área de 15.7 hectáreas.